# أويس باشا
أويس باشا أمير عثماني من السلالة العثمانية. وهو ابن السلطان يافوز سليم خان الأول من إحدى الجواري، كما أنه الأخ الغير الشقيق للسلطان سليمان القانوني.
عرف بأنه الابن الوحيد المنفي من طرف أبيه خارج الدولة العثمانية ولم يسمح له بالعودة حتى بعد وفاة السلطان سليم الأول.